# Островцев, Андрей Николаевич
Андрей Николаевич Остро́вцев (1902—1988) — советский конструктор автомобилей и учёный.

## Биография
Родился 17 (30 июля) 1902 года в Москве.
В 1918—1920 годах работал в Семипалатинске, где жил в то время с матерью. В 1920—1929 годах учился МАМИ имени М. В. Ломоносова.
Работал в автомобильной промышленности:
- 1930—1939 — конструктор, затем главный конструктор автомобильного отдела Центрального научно-исследовательского автомобильного и автомоторного института (НАМИ).
- 1939—1941 — главный конструктор Московского автомобильного завода имени Коммунистического Интернационала молодежи (КИМ). Руководил работами по созданию автомобиля КИМ-10.
- В 1941—1942 — главный конструктор завода «Искра», Москва.
- 1942 — главный конструктор по автомобильной промышленности Наркомата среднего машиностроения.
- 1942—1961 — заместитель главного конструктора Московского автозавода имени И. В. Сталина, главный конструктор по легковым автомобилям. Руководил созданием автомобилей ЗИС-110, ЗИЛ-111 и их модификаций.
- 1953—1983 — зав. кафедрой «Автомобили и тракторы» (позднее называлась «Автомобили») МАДИ (до 1961 года по совместительству).
- 1984—1988 — профессор-консультант кафедры.

Доктор технических наук (1961), профессор.
Умер 13 июня 1988 года в Москве.

## Награды и премии
- Сталинская премия второй степени (1946) — за разработку конструкций нового легкового автомобиля ЗИС-110
- Золотая медаль ВДНХ (1959) — за автомобиль ЗИЛ-111.
- заслуженный деятель науки и техники РСФСР